# 馬卡里夫卡 (博布羅維齊亞區)
50°45′23″N 31°19′41″E / 50.75639°N 31.32806°E

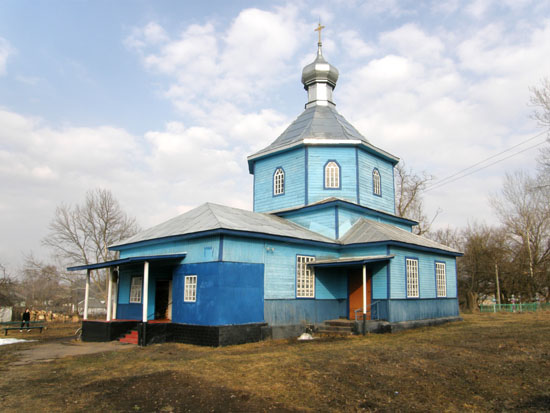

馬卡里夫卡（烏克蘭語：Макарівка），是烏克蘭北部的村莊，隸屬切爾尼希夫州的尼任區。該村始建於1300年，面積1.35平方公里，海拔高度120米，2015年人口550。